# MAN NG xx2

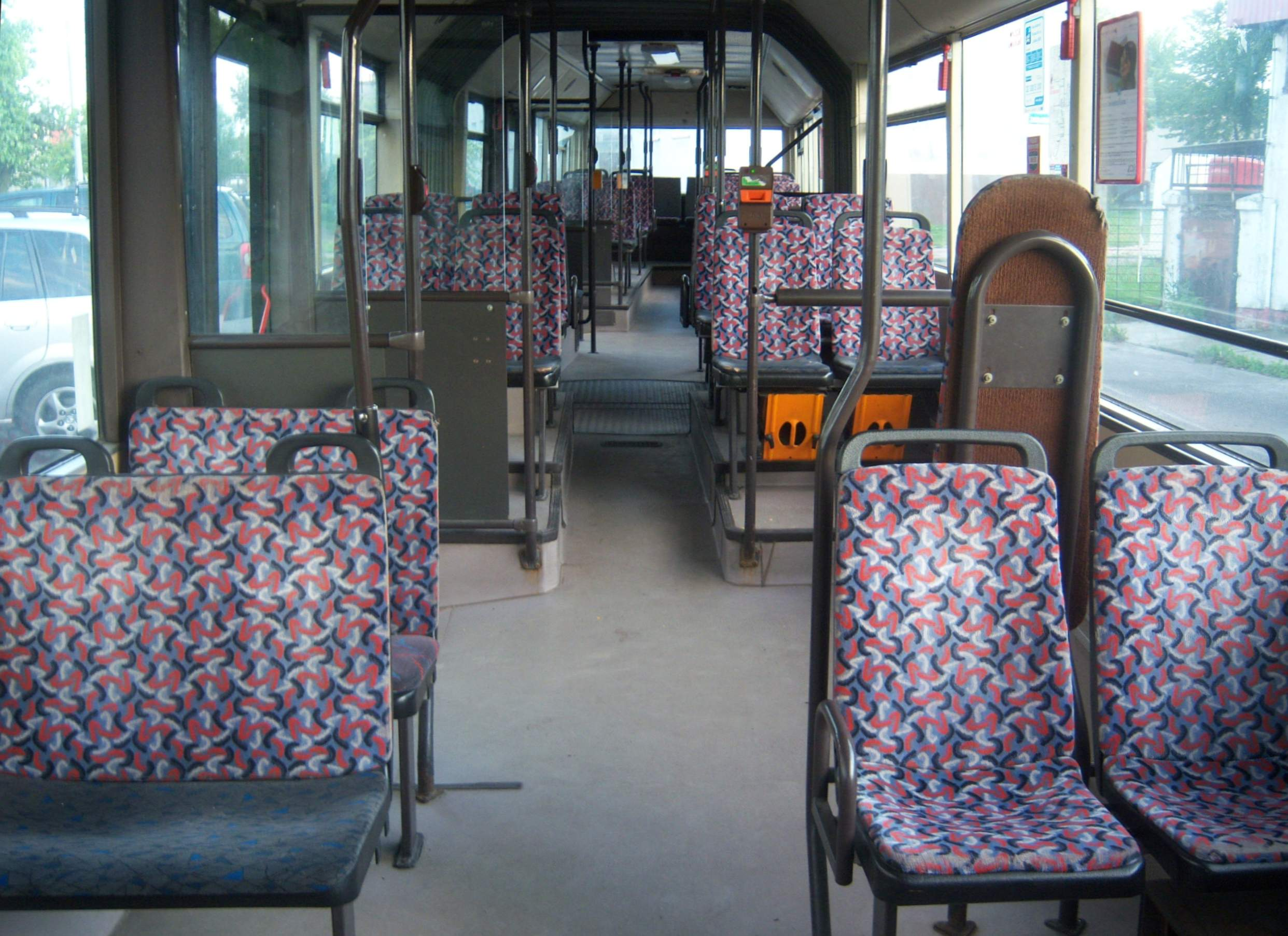
Wnętrze MAN-a NG272

MAN NG xx2 – seria przegubowych autobusów miejskich produkowanych w latach 1990–2000 w fabrykach MAN w Salzgitter i w podpoznańskich Sadach.
Oznaczenie autobusu
- NG - przegubowy autobus niskowejściowy
- xx - oznacza dwie pierwsze liczby mocy silnika w koniach mechanicznych, np. MAN NG 272 - około 270 KM
- 2 - druga generacja autobusów MAN

## MAN NG 272
MAN NG 272 – autobus miejski, produkowany przez niemiecką firmę MAN w latach 1990–1992. Jego następcą była zmodernizowana wersja MAN NG 272(2) produkowana w latach 1992–1999. Od pierwowzoru różni się częściowo obniżoną linią okien w sekcji A. Produkowane były także modele NG 262, NG 242 oraz NG 232, zasilany gazem CNG.

## MAN NG 312
MAN NG 312 – autobus miejski, produkowany przez niemiecką firmę MAN. Był również produkowany w zakładzie MAN STAR Trucks & Busses w Sadach koło Poznania.

### Konstrukcja
MAN NG312 jest osiemnastometrowym, niskopodłogowym pojazdem przegubowym, zaliczanym do klasy pojemności MEGA. Autobus opiera się na podwoziu A11. Została zamontowana w nim 310-konna jednostka silnika, której produkcją zajął się MAN (model D 2865 LUH 07 lub w nowszych egzemplarzach D 2866 LUH 20). Silnik został zamontowany z tyłu pojazdu w pozycji leżącej. Skrzynia biegów standardowo była produkcji ZF (model 5 HP 590 - 5 przełożeń). Opcjonalnie dostępny był automat Voith D864.3. Pojazd w trzecich i czwartych drzwiach posiada po jednym stopniu. Wszystkie trzy osie zostały wyprodukowane przez MANa. Kierowca pod swoją kontrolą ma wszystkie cztery pary drzwi otwieranych do wnętrza pojazdu (istnieją odstępstwa od tej zasady).

### Eksploatacja w Szczecinie i Policach[1]

#### Dostawa 1 (1998)
Pod koniec lata 1998 roku Szczecińsko-Polickie Przedsiębiorstwo Komunikacyjne zakupiło pięć fabrycznie nowych pojazdów oznaczonych jako typ NG312. Pojazdy posiadały system informacji pasażerskiej składający się z trzech wyświetlaczy zewnętrznych (przód, bok i tył), wyświetlacza wewnętrznego, informującego pasażera o aktualnym czasie i tzw. „gadaczki”. Nadano im numery z puli pojazdów przegubowych od 749 do 753. Dwa pierwsze debiutowały we wrześniu 1998 roku, zaś dwa pozostałe w październiku. 

#### Dostawa 2 (1999)
Po zakupieniu pięciu sztuk MAN-ów NG312 policki przewoźnik zakupił jeszcze jedną sztukę pochodzącą z 1999 roku. Od wcześniej zakupionych pojazdów różnił się tym, iż trzecie i czwarte drzwi posiadały guziczki do otwierania drzwi przez pasażera oraz tym że słupki we wnętrzu autobusu miały kolor zielony. Zamontowana została również dodatkowa poręcz w przegubie oraz jest o jeden „półtorak” mniej niż przy wcześniejszej wersji. Nadano mu numer 754. Pierwszy raz na liniach pojawił się w marcu 1999 roku. Prawdopodobnie trafić miał w ręce radomskiego przewoźnika.

#### Dostawa 3 (2005)
Trzecia dostawa tych pojazdów miała miejsce w 2005 roku gdzie SPPK na fali zakupów używanego taboru zakupiło cztery pojazdy tego typu, nadając im numerację w zakresie 761 - 764. Wcześniej te pojazdy były eksploatowane przez BVG Berlin oraz zostały wyprodukowane w 1997 roku. W odróżnieniu od swoich „braci” przy drzwiach znajdują się fotokomórki, posiadają tzw. ciepłe guziczki, mają o kilka siedzeń mniej oraz nie są w pełni przemalowane w zakładowe barwy polickie. Wóz 762 prawie przez rok nosił na sobie niemiecką reklamę „Hondy” oraz Bramę Brandenburską. Zostały przemalowane metodą oszczędnościową, tzn. zostały doklejone zielone i ciemnozielone pasy na dole i środku pojazdu. Najczęściej można spotkać je na liniach pracowniczych Zakładów Chemicznych Police.

#### Dostawa 4 (2008)
Po prawie trzech latach od zakupu poprzednich NG312, dnia 6 marca 2008 roku do zajezdni SPA Dąbie przybył trzydrzwiowy MAN z 1998 roku. Charakteryzuje się on białymi barwami, fotokomórką w trzecich drzwiach, klimatyzacją oraz pulpitem VDO, znanym z trzeciej generacji pojazdów marki MAN. Jako znak szczególny można uznać żółte „obwódki” wokół drzwi. Prawdopodobnie jest to pozostałość po poprzednim właścicielu (najprawdopodobniej niemieckiej Veolii). Nadano mu numer 2891. Autobus debiutował na porannym B/1 dnia 21 marca 2008 roku.

#### Dostawa 5 (2008)
Po niekoniecznie udanych zakupach autobusów z BVG Berlin, SPA Dąbie zakupiło cztery sztuki używanych MANów NG312 z 1995 roku. Wszystkie cztery przybyły do zajezdni przy ulicy Struga na początku listopada 2008 roku. Dwa z nich posiadały całopojazdowe niemieckie reklamy, przez co zostały przemalowane w barwy nawiązujące do nowej koncepcji miasta - „Floating Garden”. Autobusom nadano numery w zakresie 2601-2604. Jako pierwszy został przygotowany do ruchu wóz o numerze 2603, który zadebiutował 5 grudnia 2008 roku. Na dzień 31 grudnia 2008 roku był to jedyny wóz, który pojawił się na liniach. 2601 i 2602 pozostały w oryginalnych, żółto-szarych barwach - naklejono na nie numery taborowe, naklejki zajezdni oraz gryfy na przód autobusów. Wszystkie wozy również dostały monitoring, w postaci czterech kamer rozmieszczonych na całej długości pojazdu.